# Berthieriet
Het mineraal berthieriet is een ijzer-antimoon-sulfide met als chemische formule FeSb2S4. Het wordt vaak verward met stibniet.

## Eigenschappen
Het donkerbruingrijze mineraal is opaak en heeft een grijsbruine streepkleur. Het kristalstelsel is orthorombisch en berthieriet heeft een goede splijting volgens het kristalvlak [010]. De gemiddelde dichtheid is 4,3 en de hardheid is 2 tot 2,5. Berthieriet is niet radioactief.

## Naamgeving
Het mineraal werd genoemd naar de Franse scheikundige Pierre Berthier (1782 - 1861).

## Voorkomen
Berthieriet komt vooral voor in hydrothermale antimoonaders, onder andere in Frankrijk. De typelocatie bevindt zich dan ook in dat land, nabij Pontgibaud in de Puy-de-Dôme.